# Jacinta van Lint
Jacinta van Lint (* 17. März 1978 in Albury, New South Wales) ist eine ehemalige australische Schwimmerin. Sie erschwamm bei Olympischen Spielen eine Silbermedaille und bei Weltmeisterschaften auf der 25-Meter-Bahn einmal Bronze.

## Sportliche Karriere
Die 1,79 Meter große Jacinta van Lint schwamm für Albury North Lavington.
Bei den Pan Pacific Swimming Championships 1997 erreichte Jacinta van Lint weder im Freistilschwimmen noch im Lagenschwimmen das Finale. Zwei Jahre später bei den Kurzbahnweltmeisterschaften 1999 in Hongkong siegte die schwedische 4-mal-200-Meter-Freistilstaffel vor dem Team aus dem Vereinigten Königreich. Fast zwei Sekunden dahinter schwammen Lori Munz, Jacinta van Lint, Rebecca Creedy und Giaan Rooney zur Bronzemedaille mit vier Zehntelsekunden Vorsprung vor den Kanadierinnen. Vier Monate später schied Jacinta van Lint auch bei den Pan Pacific Swimming Championships 1999 in allen Wettbewerben vor dem Finale aus.
Bei den olympischen Schwimmwettbewerben in Sydney erreichten Elka Graham, Kirsten Thomson, Jacinta van Lint und Giaan Rooney in der 4-mal-200-Meter-Freistilstaffel die zweitbeste Vorlaufzeit. Im Finale unterboten Susie O’Neill, Giaan Rooney, Kirsten Thomson und Petria Thomas die Vorlaufzeit um fast fünf Sekunden und schlugen 0,72 Sekunden hinter dem Quartett aus den Vereinigten Staaten, aber 0,12 Sekunden vor der deutschen Staffel an. Wie seit 1984 üblich erhielten auch die beiden nur im Vorlauf eingesetzten Schwimmerinnen eine Silbermedaille.
Als Studentin der University of Sydney nahm Jacinta van Lint 2003 an der Universiade in Daegu teil. Mit allen drei Staffeln erreichte sie den Endlauf. Sie wurde Sechste mit der 4-mal-100-Meter-Freistilstaffel und der 4-mal-100-Meter-Lagenstaffel sowie Achte mit der 4-mal-200-Meter-Freistilstaffel.